# アリー my Love (第1シーズン)
テレビドラマ『アリー my Love』の第1シーズンは、アメリカ合衆国で1997年9月8日から放送が開始され、1998年5月18日までに全23話が放送された。このドラマでは、上司からのセクシャルハラスメントを受けた後で職を失い、最終的には大学時代の友人で、パートナーのジョン・ケイジとともに「ケイジ＆フィッシュ」と名付けた法律事務所を経営するリチャード・フィッシュに雇われた若い弁護士のアリー・マクビールの物語が紡がれている。
シーズン全体は月曜日の午後9時に放送された。また、2002年10月7日に Ally McBeal: Season One のタイトルで6枚組のDVDボックスセットが発売された。使用楽曲の権利問題から、『アリー my Love』第1シーズンのいくつかのエピソードはアメリカ合衆国内だけで視聴可能だった。第1シーズンはアメリカ合衆国で平均1,140万人の視聴者を獲得しており、その年の全てのテレビ番組の中で59位となった。第1シーズン終了から1か月後、マクビールと3人の先進的フェミニストを並べて「フェミニズムは死んだのか？」と訪ねたタイム誌のカバーストリーによって論争が巻き起こった。
第50回プライムタイム・エミー賞で、番組はエピソード「無慈悲な天使」で初のエミー賞受賞となる音響賞コメディ・シリーズ/スペシャル部門を受賞し、その他の9つの部門で候補となった。第55回ゴールデングローブ賞では、作品賞（ミュージカル・コメディ部門）を受賞し、アリーを演じたキャリスタ・フロックハートも主演女優賞（ミュージカル・コメディ部門）を受賞した。

## スタッフ
このシーズンは20世紀フォックス ホーム エンターテイメントとデビッド・E・ケリー・プロダクションによって製作された。単独のエグゼクティブ・プロデューサーは原案者のデビッド・E・ケリーがつとめ、ケリーはニコール・ヨーキンおよびドーン・プレストウィッチと共作した「ボディ・ランゲージ」と、ジェフ・ピンクナーと共作した「生涯に1度の愛」を含む全23話の脚本も担当した。ジョナサン・ポンテルがスーパーバイジング・プロデューサーを、ジェフリー・クレイマーが副エグゼクティブ・プロデューサーをつとめた。

## 配役
第1シーズンでは香盤表に7人の主要な役柄が記載された。キャリスタ・フロックハートが、グレッグ・ジャーマン演じる友人のリチャード・フィッシュに雇われた弁護士である主人公のアリー・マクビールを演じた。フィッシュは最初の11話でゲスト出演し、エピソード12でシリーズレギュラーに昇格したピーター・マクニコル演じるジョン・ケージと共に事務所を開設した。ジェーン・クラコウスキーはアリーの秘書エレイン・ヴァッセルを演じ、アリーの友人レネ・ラディックの役はリサ・ニコル・カールソンが演じた。アリーの幼馴染の元恋人、ビリー・トーマスはギル・ベローズが演じ、コートニー・ソーン＝スミスは同じ法律事務所で夫のビリーと一緒に働く彼の妻ジョージアを演じた。
リチャード・フィッシュとしばらくの間付き合っていた判事ウィッパー・コーンを演じたダイアン・キヤノン、ユーモアのセンスがほとんどなく、ケイジ＆フィッシュ法律事務所を基本的に嫌っている厳格な判事のシーモア・ウォルシュを演じたアルバート・ホール、地元教会の牧師との過去がある教会の聖歌隊リーダーのリサ・ノウルズを演じたジェニファー・ホリデー、歯科衛生に熱心な非常に高齢の判事であるハッピー・ボイルを演じたフィル・リーズ、アリーのデート相手のグレッグ・バターズ医師を演じたジェシー・L・マーティン、聖歌隊リーダーのリサ・ノウルズとの過去がある地元教会の牧師を演じたハリソン・ペイジ、アリーの風変わりなセラピストを演じたトレイシー・ウルマン、仕事を終えた弁護士たちが夜な夜な集うバーで演奏するミュージシャンを演じたヴォンダ・シェパードなどのさまざま脇役も出演した。シェパードはシーズンを通して全エピソードで演奏し、その後のシーズンではレギュラーに昇格した。レネイ・エリース・ゴールズベリイ、ヴェイトリーナ・キングおよびサイ・スミスがヴォンダ・シェパードや他の演奏者のバックシンガーのアイケッズとしてバーのシーンに登場した。第1シーズンにはデビッド・E・ケリーの別の番組である『ザ・プラクティス ボストン弁護士ファイル』とのクロスオーバーエピソードが含まれていた。クロスオーバーの前半のエピソードは、1998年4月27日に放送された『アリー my Love』のエピソード「刑事弁護士」で、『ザ・プラクティス』からの複数のキャラクターが出演した。後半となる『ザ・プラクティス』のエピソード「セカンド・プラン」にはギル・ベローズとキャリスタ・フロックハートが出演した。

## エピソード
| 話数 (通算) | サブタイトル         | 原題                   | 監督                       | 脚本                                                                      | 放送日         | 製作 記号 | 視聴者数 (100万人) |
| --- | -------------------- | ---------------------- | -------------------------- | ------------------------------------------------------------------------- | -------------- | --------- | ------------------ |
| 1 (1) | めぐりあい           | Pilot                  | ジェームズ・フローリー     | デビッド・E・ケリー                                                       | 1997年9月8日   | AM00      | 9.90               |
| アリー・マクビールが、彼女と元恋人のビリー・トーマスのフラッシュバックがモンタージュ表示されて紹介される。アリーは勤務先の法律事務所で同僚からのセクシャルハラスメントに抗議したことから解雇される。大学時代の同級生リチャード・フィッシュと出会ったことから、フィッシュの新しい法律事務所での職を得る。アリーは同じ事務所でビリーが働いており、魅力的な妻ジョージアと結婚していることにショックを受ける。                   |                      |                        |                            |                                                                           |                |           |                    |
| 2 (2) | 愛は妥協から         | Compromising Positions | ジョナサン・ポンテル       | デビッド・E・ケリー                                                       | 1997年9月15日  | AM01      | 8.78               |
| リチャードの共同経営者で事務所のパートナー弁護士でもあるジョン・ケイジが売春の勧誘で逮捕される。アリーはケイジの事件を担当した際に、ビリーの過去について不愉快な事実を見出す。リチャードは顧客候補のロナルド・チーニーとアリーを付き合わせようとして、アリー、ガールフレンドのウィッパー、ロナルドを食事に誘う。 |                      |                        |                            |                                                                           |                |           |                    |
| 3 (3) | 恋愛方程式           | The Kiss               | デニー・ゴードン           | デビッド・E・ケリー                                                       | 1997年9月22日  | AM02      | 8.35               |
| アリーは最初のデートの後でなぜロニーがキスしなかったのか戸惑う。 ジョージアとアリーは年齢差別訴訟を担当するが、相手側の訴訟当事者はアリーがセクハラで抗議した以前勤めていた法律事務所の元同僚だった。 |                      |                        |                            |                                                                           |                |           |                    |
| 4 (4) | ラブ・アフェア       | The Affair             | アーリーン・サンフォード   | デビッド・E・ケリー                                                       | 1997年9月29日  | AM03      | 8.93               |
| アリーは大学時代の教授の一人の弔辞を依頼される。教授の妻はアリーと教授が何年も前に浮気していたことを知らないので、アリーは気が進まない。ジョージアとロナルドは、ビリーがアリーとともに葬儀に出席したことから危ぶむ。 |                      |                        |                            |                                                                           |                |           |                    |
| 5 (5) | 涙の数だけ           | One Hundred Tears Away | サンディ・スモーラン       | デビッド・E・ケリー                                                       | 1997年10月20日 | AM04      | 9.13               |
| アリーはスーパーマーケットで他の客と小競り合いを起こし、殺精子剤の料金を払い忘れる。 アリーは暴行と万引きで逮捕される。アリーの親友で州検事のレネがアリーを釈放させるが、噂が広まり、アリーは州の法曹審査会に呼び出され、そこでアリーのエキセントリックな振る舞いが問われる。 |                      |                        |                            |                                                                           |                |           |                    |
| 6 (6) | 婚約                 | The Promise            | ヴィクトリア・ホックバーグ | デビッド・E・ケリー                                                       | 1997年10月27日 | AM05      | 8.49               |
| アリーとジョンは客引きで逮捕されたウィッパーの友人を弁護する。ジョンと一緒に働く中で、アリーはジョンのユニークな仕事の進め方に気が付く。別の訴訟で、アリーは相手側の肥満した弁護士が心臓発作を起こした際に、マウスツーマウス法人工呼吸を行う。 |                      |                        |                            |                                                                           |                |           |                    |
| 7 (7) | 魔性の女             | The Attitude           | マイケル・シュルツ         | デビッド・E・ケリー                                                       | 1997年11月3日  | AM06      | 9.77               |
| アリーは、夫が昏睡状態にあるため、ラビに対して結婚からの精神的解放を求めるユダヤ人女性の訴訟に取り組む。アリーとラビはお互いに罵り合う。ジョージアは、上司の妻が、夫が魅力的な女性と一緒に働いていることを不快に思っているために、法律事務所を辞職するように求められる。リチャードはジョージアにケイジ＆フィッシュの職を提示する。                                                                                           |                      |                        |                            |                                                                           |                |           |                    |
| 8 (8) | 友達以上恋人未満     | Drawing the Lines      | メル・ダムスキ             | デビッド・E・ケリー                                                       | 1997年11月10日 | AM07      | 10.36              |
| ビリーとジョージアは、ビリーがアリーを吹っ切れていないことが明らかになったことから結婚の危機を経験する。アリーとジョージアは、顧客の夫がよその女性のもとに去った際に、婚前契約を回避するのを助けようとする。エレインは男性従業員が郵便配達人に目を奪われはじめたので、オフィス内の女性を代表してセクシャルハラスメントで事務所を訴えると脅す。エレインは攻撃的な弁護士キャロライン・プープ（サンドラ・バーンハード）を雇う。 |                      |                        |                            |                                                                           |                |           |                    |
| 9 (9) | ダーティ・ジョーク   | The Dirty Joke         | ダン・アティアス           | デビッド・E・ケリー                                                       | 1997年11月17日 | AM08      | 10.59              |
| レネがアリーを上品ぶった「ジュリー・アンドリュース タイプ」だとからかった後で、二人は聴衆の前でそれぞれの最も下品なジョークを言って、どちらが最高のリアクションを得ることができるかで合意する。キャロライン・プープはケイジ＆フィッシュをセクシャルハラスメントで提訴する。 |                      |                        |                            |                                                                           |                |           |                    |
| 10 (10) | 無慈悲な天使         | Boy To The World       | トーマス・シュラム         | デビッド・E・ケリー                                                       | 1997年12月1日  | AM09      | 9.63               |
| ウィッパーはアリーに、3回目の客引きで逮捕された若いトランスジェンダーのセックスワーカーであるステファニーの訴訟を担当するように依頼する。アリーはステファニーの状況に心を動かされ、ケイジ＆フィッシュの職を提供する。リチャードの奇矯な叔父がなくなり、叔父の牧師は葬儀の際に、叔父の背の低い人々への偏見について言及することを拒否する。                                                                                    |                      |                        |                            |                                                                           |                |           |                    |
| 11 (11) | 銀の鐘               | Silver Bells           | ジョー・ナポリターノ       | デビッド・E・ケリー                                                       | 1997年12月15日 | AM10      | 8.83               |
| リチャードはアリーとジョンに、合法的に三者間結婚の権利を求める三人の代理を努めるように依頼する。アリーは、ジョージアがこの訴訟と、自分たちとビリーとの間の三角関係の類似を指摘するまではこのアイデアに嫌悪感を抱く。リチャードはウィッパーにプロポーズすることを余儀なくされていると感じている。リチャードは毎年恒例のクリスマスパーティーを主催しており、ジョンはアリーをデートに誘う。                                     |                      |                        |                            |                                                                           |                |           |                    |
| 12 (12) | ダンシング・ベイビー | Cro-Magnon             | アラン・アーカッシュ       | デビッド・E・ケリー                                                       | 1998年1月5日   | AM11      | 13.47              |
| アリー、レネ、ジョージアの三人は美術のクラスを受講し、立派な体の男性モデルに目を奪われる。アリーは、デート相手の元ボーイフレンドに暴言を吐かれた際に殴り、暴行罪で起訴された19歳の事件を担当する。アリーは、依頼人が若いにもかかわらずに惹かれている自分に気づき、動揺する。 2009年に、TVガイド誌はこのエピソードを、「最も素晴らしいエピソード100」の94位にランクインさせた。                                               |                      |                        |                            |                                                                           |                |           |                    |
| 13 (13) | ペンギン作戦         | The Blame Game         | サンディ・スモーラン       | デビッド・E・ケリー                                                       | 1998年1月19日  | AM12      | 14.26              |
| アリーはスターバックスで男性モデルとぶつかり、自分に対する扱いについて不平を述べる。ジョンは飛行機事故で父親を亡くして航空会社を訴える二人のきょうだいを手助けする訴訟に割り当てられる。 |                      |                        |                            |                                                                           |                |           |                    |
| 14 (14) | ボディ・ランゲージ   | Body Language          | メル・ダマスキ             | デビッド・E・ケリー & Nicole Yorkin & Dawn Prestwich                      | 1998年2月2日   | AM13      | 13.62              |
| アリーとジョージアは死刑囚との結婚を望む女性の代理人をつとめ、結果としてアリーがブライズメイドとなる。リチャードはアリーに判事といちゃつくように依頼する。ウィッパーは、リチャードが自らのフェティシズムからジャネット・レノの首に触れるのを目撃する。 |                      |                        |                            |                                                                           |                |           |                    |
| 15 (15) | 生涯に1度の愛        | Once In A Lifetime     | エロディ・キーン           | 原案 : デビッド・E・ケリーとジェフ・ピンクナー 脚本 : デビッド・E・ケリー | 1998年2月23日  | AM14      | 12.55              |
| アリーとビリーは、息子に認知症が進んでいるために自分の財産を管理できないと判断されために管理権限を維持するために戦う年配の芸術家の代理人をつとめる。アリーはジョンとデートすることに同意するが、気が進まないのでジョンがキャンセルするようにしむける。ジョンは、アリーが未だにビリーを愛していることに気が付く。 |                      |                        |                            |                                                                           |                |           |                    |
| 16 (16) | 禁断の果実           | Forbidden Fruits       | ジェレミー・ケイガン       | デビッド・E・ケリー                                                       | 1998年3月2日   | AM15      | 14.25              |
| 事務所は合衆国上院議員が「婚姻生活の妨害」で訴えられた注目の事件を引き受けるが、この訴訟アリーとビリーとジョージアの間の状況に不穏なほど似てきたため、ジョージアはこの訴訟に続けて取り組むことができないと判断する。レネは、アリーがダンシング・ベイビーを頻繁に見るようになったことから心配し始める。 |                      |                        |                            |                                                                           |                |           |                    |
| 17 (17) | 人生のテーマソング   | Theme of Life          | デニー・ゴードン           | デビッド・E・ケリー                                                       | 1998年3月9日   | AM16      | 15.69              |
| アリー、ジョージア、レネの3人はキックボクシング教室に通い、アリーとジョージアの対戦が計画される。アリーは物議をかもす手術を行って起訴された外科医のグレッグの弁護を担当し、自分がグレッグに惹かれていることに気づく。ジョンは、アリーに自分のセラピストにかかるように提案する。 |                      |                        |                            |                                                                           |                |           |                    |
| 18 (18) | 大人のルール         | The Playing Field      | ジョナサン・ポンテル       | デビッド・E・ケリー                                                       | 1998年3月16日  | AM17      | 15.42              |
| アリーとグレッグは交通事故に巻き込まれる。アリーは相手側の弁護士がダンシング・ベイビーだと思い込んで蹴ったあとで、10歳の天才少年であることに気がつく。リチャードは上司と寝ることを拒否したために昇進を見送られたのでセクシャルハラスメントで訴える女性の代理人をつとめる。 |                      |                        |                            |                                                                           |                |           |                    |
| 19 (19) | 誕生日の憂うつ       | Happy Birthday Baby    | トーマス・シュラム         | デビッド・E・ケリー                                                       | 1998年4月6日   | AM18      | 13.67              |
| アリーは誕生日が近づいたことから動揺するが、同僚たちがいつものバーでのサプライズパーティーを企画する。グレッグとレネが魅惑的なデュエットを披露するが、二人とアリーの間に緊張が走る。アリーは、デート相手の家に侵入して女性の足に触った男の弁護を担当する。 |                      |                        |                            |                                                                           |                |           |                    |
| 20 (20) | 刑事弁護士           | The Inmates            | マイケル・シュルツ         | デビッド・E・ケリー                                                       | 1998年4月27日  | AM19      | 12.68              |
| ビリーは夫を殺害したとして起訴された女性の事件を担当する。ジョージアは異性愛者であることを理由に解雇された男性の代理人をつとめる。レネは、デート相手がセックスするために自分を押し倒した時に攻撃した後で、暴行罪と傷害罪で逮捕される。 このエピソードは『ザ・プラクティス ボストン弁護士ファイル』のエピソード「セカンド・プラン」に続くクロスオーバーとなっている。                                                         |                      |                        |                            |                                                                           |                |           |                    |
| 21 (21) | しあわせ予備軍       | Being There            | メル・ダマスキ             | デビッド・E・ケリー                                                       | 1998年5月4日   | AM20      | 14.86              |
| レネの裁判は続き、レネはジョンの尋常ではない法定戦略に不安を覚える。アリーはレネの性的攻撃性についてレネと対立する。ジョージアは妊娠検査を行い、陽性になる。 |                      |                        |                            |                                                                           |                |           |                    |
| 22 (22) | また独りぼっち       | Alone Again            | デニス・デューガン         | デビッド・E・ケリー                                                       | 1998年5月11日  | AM21      | 14.07              |
| ジョンはロー・スクール時代に恋仲だった女性と法廷で敵対するが、アリーの励ましを受けて自分の気持ちを伝える。ジョージアとリチャードは捨てられた花嫁の事件を担当するが、ウィッパーが裁判長に任命されたことに偏見を感じる。 |                      |                        |                            |                                                                           |                |           |                    |
| 23 (23) | 思い出にかわるまで   | These Are The Days     | ジョナサン・ポンテル       | デビッド・E・ケリー                                                       | 1998年5月18日  | AM22      | 14.35              |
| ジョンは愛していることに気づいてもらうために相手の頭を叩くという君ような衝動にかられているいとこの代理人をつとめる。アリーはボビー・ドネルとともに、病気の友人に健康な心臓を与えるために互いの心臓を交換したい二人の男性の代理人を担当するが、アリーがこの訴訟の最終決定をすることを余儀なくされる。ジョージアとビリーは結婚生活に刺激を与えるために、よりおおらかでリスクのある性行為を行うことにする。                     |                      |                        |                            |                                                                           |                |           |                    |